# Gomjenica (Prijedor)
Pour les articles homonymes, voir Gomjenica.
Gomjenica (en serbe cyrillique : Гомјеница) est une localité de Bosnie-Herzégovine. Elle est située sur le territoire de la ville de Prijedor et dans la république serbe de Bosnie. Selon les premiers résultats du recensement bosnien de 2013, elle compte 2 853 habitants.

## Géographie
Le village est situé au sud de Prijedor, à la confluence de la rivière Gomjenica et de la Sana, un affluent droit de l'Una ; son territoire borde la partie occidentale du lac de Saničani.

## Démographie

### Évolution historique de la population dans la localité
| 1948 | 1953 | 1961  | 1971  | 1981  | 1991  | 2013  |
| ---- | ---- | ----- | ----- | ----- | ----- | ----- |
| -    | -    | 1 077 | 1 878 | 2 483 | 2 949 | 2 853 |

|  |

### Communauté locale
En 1991, la communauté locale de Gomjenica comptait 3 331 habitants, répartis de la manière suivante :